# Lepanthes almolongae
Lepanthes almolongae är en orkidéart som beskrevs av Carlyle August Luer och Béhar. Lepanthes almolongae ingår i släktet Lepanthes och familjen orkidéer. Inga underarter finns listade i Catalogue of Life.